# Spodnička

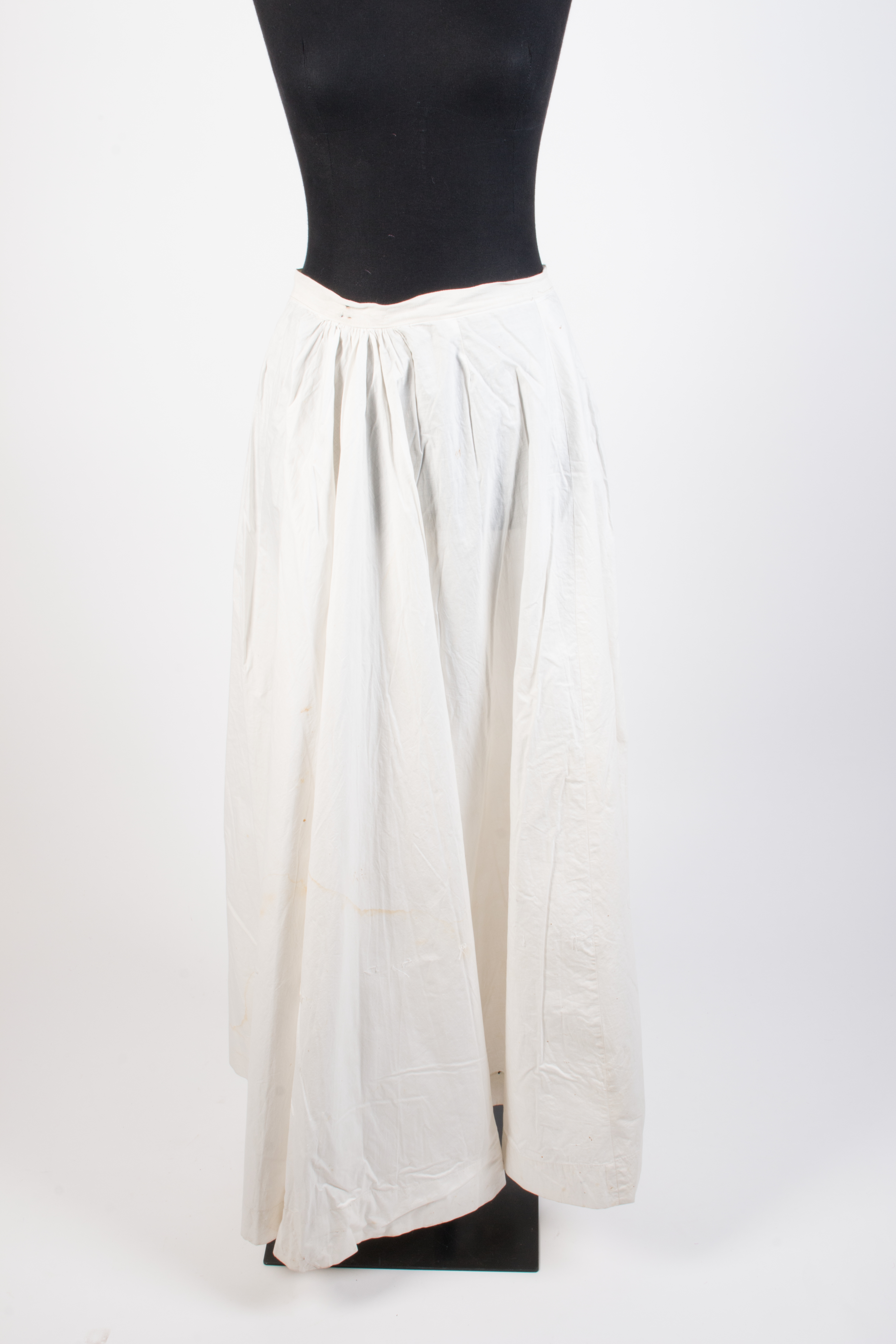
Spodnička

Spodnička je typ ženského spodního prádla. Je to sukně, která se obléká pod šaty pro lepší držení oblečení a zabraňuje tomu, aby bylo vidět spodní prádlo.

## Historie
Spodničky se objevily ve 40. letech 20. století. Původně byly z čistého hedvábí. V 60. letech 20. století se začaly vyrábět i barevné spodničky.